# El profeta del nopal
El profeta del nopal es el segundo disco de Rodrigo González Rockdrigo editado después de su fallecimiento de grabaciones caseras y en diversos estudios. Fue remezclado en 1986.

## Lista de canciones
1. Introducción (El profeta del nopal)
2. Tiempo de híbridos (conocida también como El Rancho electrónico)
3. Huapanguero
4. Buscando trabajo
5. Ama de casa un poco triste
6. Algo de suerte
7. Asalto chido
8. Solares baldíos
9. Gustavo
10. Pórtate sensato

## Reversiones
- Huapanguero por Iris Bringas, Amparo Ochoa y Oscar Chávez
- Tiempo de híbridos por Nina Galindo, Los Rastrillos y Rubén Albarrán,
- Ama de casa un poco triste por Los Estrambóticos, Nina Galindo y Roberto Ponce.
- Asalto chido por El Haragán, Heavy Nopal, Botellita de Jerez.
- Pórtate sensato por Gerardo Enciso.
- Solares baldíos por San Pascualito Rey.
- Metro Balderas por Marco Gutiérrez
- Algo de Suerte por Sonora Skandalera

- Datos: Q5826279